# التنوير في بولندا

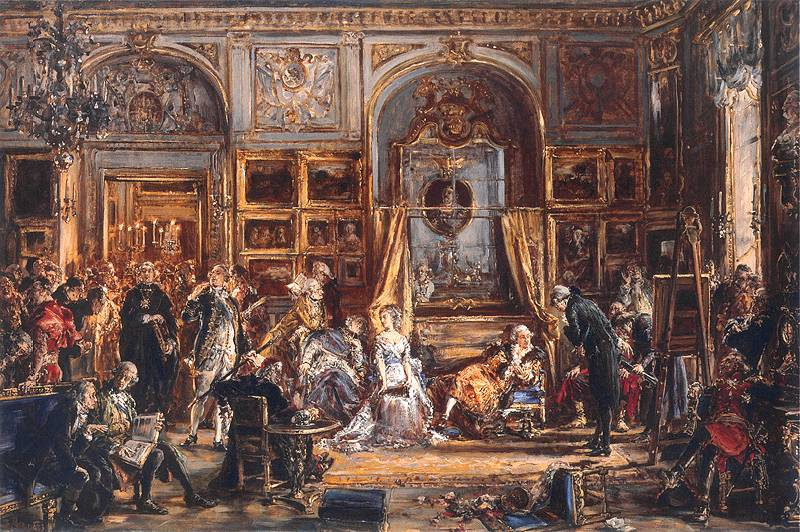

تطورت أفكار عصر التنوير في بولندا في وقت متأخر عن أوروبا الغربية، إذ كانت البرجوازية البولندية أضعف، وكانت ثقافة الشلختا (النبلاء) (السارماتية) جنبًا إلى جنب مع النظام السياسي للكومنولث البولندي الليتواني (التحرر الذهبي) في أزمة عميقة. بدأت فترة التنوير البولندي في ثلاثينيات وأربعينيات القرن الثامن عشر، وبلغت ذروتها في عهد ملك بولندا، ستانيسواف أغسطس بونياتوفسكي (النصف الثاني من القرن الثامن عشر)، وتراجعت مع التقسيم الثالث لبولندا (1795)، وهي مأساة وطنية ألهمت فترة قصيرة من الكتابة العاطفية، وانتهت عام 1822، واستبدلت بالرومانسية.

## خلفية تاريخية
بينما كان التنوير البولندي يشترك في العديد من الصفات المشتركة مع حركات التنوير الكلاسيكية في أوروبا الغربية، فقد اختلف أيضًا عنهم في العديد من الجوانب المهمة. تطور الكثير من فكر التنوير الغربي في ظل الملكيات المطلقة القمعية وكان مكرسًا للنضال من أجل المزيد من الحرية. رغب المفكرون الغربيون في فصل وتوازن القوى الذي أطلقه مونتسيكيو لتقييد السلطة غير المحدودة تقريبًا لملوكهم. ومع ذلك، فقد تطور التنوير البولندي في خلفية مختلفة تمامًا. كان النظام السياسي البولندي على عكس النظام الملكي المطلق تقريبًا؛ فقد كان الملوك البولنديين منتخبين وكانت مكانتهم ضعيفةً جدًا، وكانت معظم السلطات في يد البرلمان (السيّم). أرادت الإصلاحات البولندية إلغاء القوانين التي حولت نظامها إلى نظام شبه أناركي، نتيجة إساءة استخدام التصويت بالإجماع في البرلمان (حق النقض الليبوري) الذي شل الكومنولث، خاصة خلال أوقات آل فتين، ما أدى إلى تحول بولندا من لاعب أوروبي رئيسي إلى تابعة لجيرانها. وهكذا، بينما كتب رجال التنوير في فرنسا وبروسيا عن الحاجة إلى المزيد من الضوابط والتوازنات على ملوكهم، كان التنوير البولندي موجهًا نحو محاربة الانتهاكات الناجمة عن الكثير من الضوابط والتوازنات.
لم تنته الخلافات عند هذا الحد. سيطر سكان المدينة والبرجوازية على حركة التنوير الغربية، بينما جاء معظم الإصلاحيين في الكومنولث من طبقة الشلختا (النبلاء). اعتبر كومنولث الشلختا (الذين يشكلون 10% من سكانه) فكرة المساواة كأحد أسس ثقافته، وقاتل الإصلاحيون لتوسيعها لتشمل طبقات اجتماعية أخرى. كان التسامح الديني مثالًا للشلختا (النبلاء).

### دستور 1791
أدت أفكار تلك الفترة في النهاية إلى دستور 3 مايو 1791 وإصلاحات أخرى (مثل إنشاء لجنة التعليم الوطني، أول وزارة للتعليم في العالم) والتي حاولت تحويل الكومنولث إلى ملكية دستورية حديثة. على الرغم من إحباط محاولات الإصلاح السياسي بسبب الحرب الأهلية (كونفدرالية تارغوفيتسكا) والتدخل العسكري لجار الكومنولث، وانتهى بتقسيم بولندا، إلا أن التأثير الثقافي لتلك الفترة ثابر على الثقافة البولندية لسنوات عديدة.
كان لأفكار التنوير البولندي تأثير كبير في الخارج. من اتحاد المحامين (1768) حتى فترة مجلس النواب العظيم وحتى ما بعد دستور 3 مايو 1791، شهدت بولندا ناتجًا كبيرًا من الكتابة السياسية، ولا سيما الدستورية.
تضمنت المؤسسات الهامة في عصر التنوير المسرح الوطني الذي تأسس عام 1765 في وارسو على يد الملك ستانيسواف أغسطس بونياتوفسكي؛ وفي مجال التعلم المتقدم: لجنة التعليم الوطني التي أنشأها مجلس النواب عام 1773؛ جمعية الكتب الابتدائية؛ وكذلك فيلق الكاديت (مدرسة الفارس العسكرية) وغيرها. لتوسيع مجال المعرفة، أنشِئت جمعية أصدقاء العلوم عام 1800 بعد التقسيم بفترة وجيزة. وشملت الصحف الشعبية (ألعاب ممتعة ومفيدة).